# Cellorigo
Cellorigo is een gemeente in de Spaanse provincie en regio La Rioja met een oppervlakte van 12,43 km². Cellorigo telt 12 inwoners (1 januari 2016).

## Demografische ontwikkeling
Bron: INE, 1857-2011: volkstellingen